# Кристоф Магнусон
Кристоф Вайтмайер-Магнусон (на немски: Kristof Weitemeier-Magnusson), известен като Кристоф Магнусон (Kristof Magnusson), е исландско-германски писател и преводач, автор на романи, разкази, пиеси и есета.

## Биография
Кристоф Магнусон е роден през 1976 г. в Хамбург. Майка му е германка, а баща му е исландец.
След като полага матура, Магнусон отбива в чужбина задължителна социална служба. Работи в Ню Йорк с безпризорни и оцелели от Холокоста.
Преминава обучение за църковен музикант в евангелистка църква. После следва в Германския литературен институт в Лайпциг и изучава сценично писане в Университета на изкуствата в Берлин. Следва също исландска литература в университета на Рейкявик.
Магнусон получава множество награди и стипендии като писател и като преводач.
През зимния семестър 2015/2016 г. е доцент по поетика в университета на Рейнмайн.
Кристоф Магнусон е член на немския ПЕН клуб.

### Романи
- Zuhause, 2005, 2007
- Das war ich nicht, 2010

Не бях аз, изд.: Атлантис КЛ, София (2012), прев. Любомир Илиев
- Arztroman, 2014

### Пиеси
- Enge im Haus und im Sarg, 2000
- Der totale Kick, 2001
- Männerhort, Komödie, 2002
- Sushi für alle, Komödie, 2010
- Zuhause, 2010
- Das war ich nicht, 2010

### Есета
- Gebrauchsanweisung für Island, 2011

## Награди и отличия
- 2001: Arbeitsstipendium der Kulturstiftung des Freistaates Sachsen
- 2001 Arbeitsstipendium aus dem Eduard-Arnhold-Fonds der Akademie der Künste Berlin
- 2002: Arbeitsstipendium des Deutschen Literaturfonds für die Arbeit an der Komödie Männerhort
- 2002: Stipendium der Stiftung Künstlerdorf Schöppingen (NRW)
- 2003: Hamburger Förderpreis für Literatur für den Roman Zuhause
- 2004: Aufenthaltsstipendium im Künstlerhaus Kloster Cismar
- 2005: Teilnahme am Wettbewerb um den Ingeborg-Bachmann-Preis, Klagenfurt (Österreich)
- 2005: Lydia-Eymann-Stipendium[1]
- 2006: „Рауризка литературна награда“ für den Roman Zuhause
- 2006: Stadtschreiber am Goethe-Institut in Pune/Indien
- 2007: Arbeitsstipendium des Deutschen Übersetzerfonds für die Übersetzung von Einar Kárasons „Sturmerprobt“
- 2008: Writer in residence an der University of Iowa/ International Writing Program
- 2010: Writer in Residence am Grinnell College/Iowa
- 2010: Translator in residence am Europäischen Übersetzer-Kollegium Straelen
- 2010: Nominierung zum Deutschen Buchpreis (Longlist) mit dem Roman Das war ich nicht
- 2012: Euregio-Schüler-Literaturpreis für Das war ich nicht
- 2013: Writer in residence an der Queen Mary University of London
- 2014: Writer in residence am Massachusetts Institute of Technology (MIT)
- 2016: Jane-Scatcherd-Preis für Übersetzer für seine Übertragungen aus dem Isländischen